# Przedgórze Głuchołasko-Prudnickie
Przedgórze Głuchołasko-Prudnickie (332.17.3) – według podziału fizycznogeograficznego Krzysztofa Badory mikroregion położony we wschodniej części mezoregionu Przedgórze Paczkowskie (Przedgórze Sudeckie), w okolicy miast Głuchołazy i Prudnik.
Na Przedgórzu Głuchołasko-Prudnickim dominuje typ ukształtowania rzeźby terenu pagórkowaty i wzgórzowy, polodowcowy i denudacyjny, z łupkami, szarogłazami i mułowcami oraz osadami polodowcowymi. Pokrycie mozaikowate: leśno-rolno-osadnicze.
Mikroregion graniczy z Wysoczyzną Bialską (318.58.1), Doliną Prudnika (318.58.4), Obniżeniem Prudnickim (318.58.5), Doliną Białej Głuchołaskiej (332.17.2), Wzgórzami Długockimi (332.17.4), Wzgórzami Lipowieckimi (332.17.5), Pasmem Gór Białych (332.63.1), Obniżeniem Zlatohorskim (332.63.2) i Grzbietiem Biskupiej Kopy (332.63.3).

## Miejscowości
Przedgórze Głuchołasko-Prudnickie mieści się w województwie opolskim, w powiatach prudnickim i nyskim. Wzdłuż mikroregionu położone są miejscowości: Głuchołazy, Konradów, Moszczanka, Łąka Prudnicka, Prudnik, Trzebina, Krzyżkowice (gminy Głuchołazy, Prudnik i Lubrza).